# Malathion
Malathion is een wereldwijd gebruikt insecticide dat afgeleid is van DIPF (di-isopropylfosfofluoridaat). Het is een organofosforverbinding. Malathion heeft een damp-, contact- en maagwerking en wordt niet door de plant opgenomen (is niet systemisch). Het werd ontwikkeld door de American Cyanamid Company en kwam midden de jaren 50 van de 20e eeuw op de markt.

## Geneesmiddel
Malathion is ook het actief bestandsdeel van bepaalde geneesmiddelen tegen de hoofd- of schaamluizen. Het doodt de luizen snel en door de ovicide-werking en het lange residuele effect volstaat meestal één toepassing. Zoals bij alle organofosfor-insecticiden, dient malathion met zeer grote voorzichtigheid te worden gebruikt volgens de precieze richtlijnen. Ook het gebruik tijdens de zwangerschap wordt ontraden.

## Synthese
Malathion kan bereid worden door de condensatie van O,O-dimethyldithiofosforzuur (DMPDT) met di-ethylfumaraat of di-ethylmaleaat. DMPDT is het reactieproduct van fosforpentasulfide en methanol (met waterstofsulfide als nevenproduct).

## Toxiciteit en werking
De LD50 bij ratten (oraal) is 750 mg/kg. Malathion wordt afgebroken tot Malaoxon, dat ongeveer 60 maal toxischer is dan malathion.
DIPF blokkeert acetylcholine-esterase. Acetylcholine-esterase is een enzym dat acetylcholine (een neurotransmitter) reguleert. Acetylcholine op zich zorgt voor de zenuwimpulsen naar skeletspieren.
De spieren trekken samen door impulsen onder invloed van acetylcholine, en nadat acetylcholine heeft ingewerkt wordt het afgebroken door acetylcholine-esterase waardoor de contractie ook stopt. Indien acetylcholine-esterase afwezig is, zou de spier voortdurend gestimuleerd worden, wat kan leiden tot de dood. DIPF remt de vorming van acetylcholine-esterase, waardoor DIPF en zijn afgeleide stoffen worden geklasseerd tot de zenuwgassen (vaak met dodelijke effecten, bijvoorbeeld sarin).
Malathion heeft juist dezelfde werking als DIPF, maar werkt enkel in op de acetylcholine-esterase van insecten (en niet op dat van zoogdieren); het is als het ware een zenuwgas voor insecten.

## Regelgeving
Malathion wordt in de Europese Unie niet meer toegelaten in gewasbeschermingsmiddelen. Het verbod ging in op 6 december 2007; bestaande voorraden mochten nog tot 6 december 2008 gebruikt worden. De redenen voor het verbod op malathion zijn:
- Het risico voor toedieners, werknemers en omstanders kon niet afdoende worden vastgesteld, wegens de aanwezigheid in het technische materiaal van uiteenlopende gehalten aan isomalathion, een onzuiverheid die in aanzienlijke mate bijdraagt aan het toxiciteitsprofiel van malathion en waarvan de genotoxiciteit niet kan worden uitgesloten.
- Er kon niet worden aangetoond dat het risico voor de consumenten als gevolg van de acute en chronische inname van eetbare gewassen aanvaardbaar is, omdat er onvoldoende informatie beschikbaar is over de effecten van bepaalde, toxicologisch relevante metabolieten.